# Общество миссионеров святого Павла
Общество миссионеров святого Павла или мелькитские паулисты (лат. Societas Missionarium Sancti Pauli, фр. Société des Missionnaires de St. Paul, SMSP) — католическая монашеская мужская конгрегация, общество апостольской жизни, миссионерская организация католических священников епархиального права антиохийского патриархата Мелькитской католической церкви.

## История
В 1903 году мелькитский архиепископ Баальбека Германос Муаккад основал священническую конгрегацию для миссионерской деятельности среди сельских жителей Ливана. Мелькитский патриарх Антиохии, Александрии и Иерусалима Грегориос II Юссеф-Сайур поддержал инициативу Германоса Муаккада. Римский папа Лев XIII утвердил устав священнической мелькитской конгрегации с названием «Общество миссионеров святого Павла». 5 августа 1925 года деятельность «Общества миссионеров святого Павла» благословил патриарх Димитриос I Кади.
В 1929 году была основана женская монашеская ветвь «Общества миссионеров апостола Павла» под названием «Сёстры Пресвятой Девы Неустанной Помощи».

## В настоящее время
По состоянию на 1974 год конгрегация насчитывала 55 членов в 6 монашеских общинах.
В 1972 года «Общества миссионеров святого Павла» основало в ливанском городе Харисса Высшую духовную семинарию для студентов из различных восточных католических церквей и Институт теологии и философии святого Павла. В этом же году в городе Джуние были основаны издательство и типография.
Духовная жизнь членов «Общества миссионеров святого Павла» основана на бенедиктинском принципе «Ora et labora» и направлена на миссионерскую деятельность на основе новозаветного богословия апостола Павла среди населения, где живут члены конгрегации. Для осуществления своей деятельности члены конгрегации используют проповедь, катехизацию, пастырское попечение и средства массовой информации. С 1968 года «Общество миссионеров святого Павла» занимается развитием взаимопонимания с мусульманами от имени Папского совета по межрелигиозному диалогу.

## Настоятели
- Habib Bacha (1968—1975) — с 1975 по 1999 год архиепископ Бейрута и Библа;
- Joseph Kallas (1987—1993) — с 2000 года архиепископ Бейрута и Библа;
- Joseph Absi (2001—2006).

## Известные мелькитские паулисты
- Максим IV Сайех — Патриарх Мелькитской католической церкви с 30 октября 1947 года по 5 ноября 1967 года.
- Пётр Муаллем — архиепископ Акки с 1998 года по 2003 год.